# División de Dera Ismail Khan
La división de Dera Ismail Khan (en urdu : ڈیرہ اسماعیل خان ڈویژن) es una subdivisión administrativa del sur de la provincia de Jaiber Pastunjuá en Pakistán. Cuenta con dos millones de habitantes en 2017, y su capital es Dera Ismail Khan.
Como todas las divisiones pakistaníes, fue derogada en 2000 y luego restablecida en 2008.
La división reagrupa los distritos siguientes:
- Dera Ismail Khan
- Tank